# Fidesz
Ne doit pas être confondu avec Parti civique magyar.
«  Union civique (Hongrie) » et «  Union civique hongroise » redirigent ici. Pour les autres significations, voir Union civique.

Drapeau du Fidesz.

Le Fidesz, de son nom complet Fidesz-Union civique hongroise (hongrois : Fidesz-Magyar Polgári Szövetség, prononcé [ˈfidɛs ˈmɒɟɒɾ ˈpolga:ri ˈsøvɛtːʃeːg], Fidesz-MPSZ), est un parti politique hongrois d'extrême droite, national-conservateur et populiste.
Fondé en 1988 comme un mouvement de jeunesse de centre gauche, anticlérical et opposé au parti unique ainsi qu'à la république populaire de Hongrie, il devient progressivement un parti conservateur et populiste, notamment sous l'influence de son président Viktor Orbán, qui est Premier ministre du pays de 1998 à 2002 et depuis 2010.
Après avoir repris le pouvoir en Hongrie à la suite de sa victoire aux élections législatives de 2010, il a adopté des politiques nationales-conservatrices et s'est déplacé davantage vers la droite. Il est également devenu plus critique à l'égard de l'Union européenne, ce qui a conduit le parti à être qualifié d'eurosceptique. En 2011, la nouvelle constitution hongroise a été adoptée au parlement et en 2012, elle est entrée en vigueur, bien qu'elle ait fait l'objet de controverses en raison de sa consolidation du pouvoir au Fidesz. Le parti a conservé sa majorité après les élections de 2014, et à la suite de l'escalade de la crise des migrants, le Fidesz a commencé à utiliser une rhétorique de droite populiste et anti-immigrés. Depuis sa création, sa position politique a radicalement changé, et le Fidesz est désormais classé de la droite à l'extrême droite. Les politologues ont décrit la gouvernance du parti comme illibérale ou autoritaire, Orbán décrivant le modèle de gouvernement hongrois comme une « démocratie chrétienne illibérale ».
Son allié traditionnel est le Parti populaire démocrate-chrétien (KDNP).

## Histoire

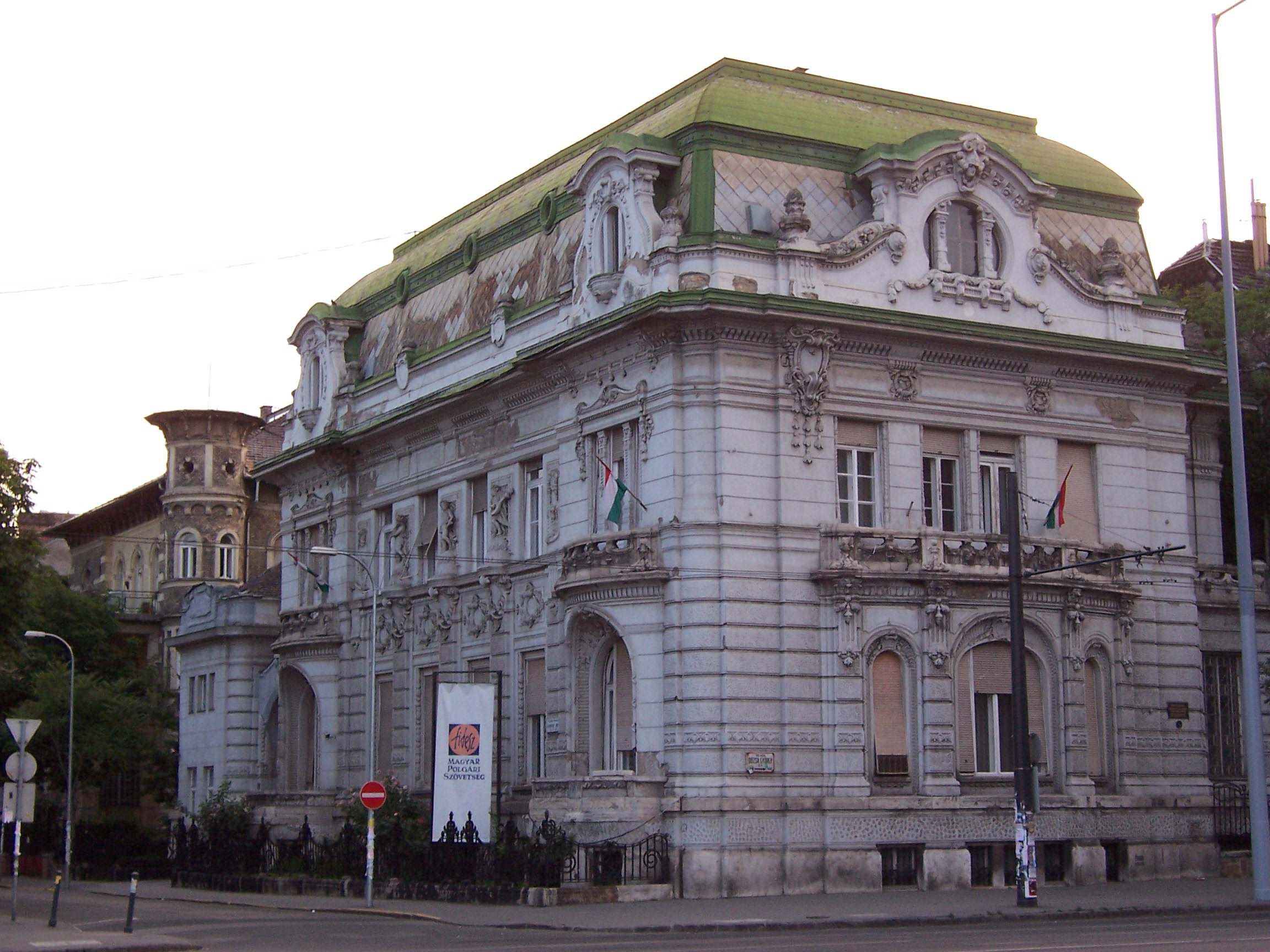
Siège du Fidesz, un ancien palais de la noblesse hongroise.

Fidesz était l'acronyme de l'ancienne Alliance des jeunes démocrates (Fiatal Demokraták Szövetsége, Fidesz), créée sous la forme d'un mouvement de jeunesse (l'âge limite d'adhésion était trente-cinq ans} en 1988, sous le régime de la république populaire de Hongrie. Le parti croît rapidement et passe en un mois de trente-deux à mille membres. Destiné aux jeunes de quatorze à trente-cinq ans à l'exclusion des membres des Jeunesses communistes, le parti se déclare favorable à l'économie de marché, à la propriété privée, au multipartisme et à la démocratie. Lors des premières élections libres de mars et avril 1990, le Fidesz entre au Parlement en faisant élire 20 députés dont Viktor Orbán.
Son logo porte son nom le plus courant Fidesz, acronyme de Fiatal Demokraták Szövetsége (« Alliance des jeunes démocrates »), mais à partir de 1995 son nom officiel a été Fidesz – Magyar Polgári Párt (« Parti civique hongrois »), puis à partir de 2003 Fidesz – Magyar Polgári Szövetség (« Alliance civique hongroise »). Durant la campagne électorale pour les élections de 1990, son nom fut parodié en Zsidesz (zsido signifie juif en hongrois) par des activistes d'extrême droite qui détestaient le libéralisme du parti.
En avril 1993, Viktor Orbán est élu président du parti. Avec lui, c'est la tendance « nationale-libérale » qui s'impose. Gábor Fodor est écarté de la présidence promise du comité national au profit de József Szájer, plus proche du programme d'Orbán. Défait aux élections de 1994, le Fidesz chute à 7 % des suffrages ; Orbán présente alors sa démission, mais est reconduit. À partir de 1995, il s’efforce de faire du Fidesz un parti de gouvernement en présentant un programme de coalition avec le Forum démocrate hongrois (MDF), de tendance démocrate-chrétien et libéral-conservatrice. À l'origine libéral de gauche, progressiste et anticlérical, le Fidesz devient, sous l'action de Viktor Orbán, dans le courant des années 1990, un parti conservateur, sur le modèle des chrétiens-démocrates allemands.
Dans l'opposition aux premiers gouvernements de la transition démocratique, à savoir ceux dirigés par le Forum démocrate hongrois (Magyar Demokrata Fórum, MDF) (1990-1994) et le Parti socialiste hongrois (Magyar Szocialista Párt, MSZP) (1994-1998), il arrive au pouvoir à la faveur des élections législatives de 1998, et forme une coalition avec le MDF. Le président du Fidesz, Viktor Orbán, âgé de trente-cinq ans, devient le plus jeune Premier ministre d'Europe.
Il perd de justesse les élections législatives de 2002 à la faveur de coalition formée par le MSZP et l'Alliance des démocrates libres (Szabad Demokraták Szövetsége, SZDSZ) menée par Péter Medgyessy.
En juin 2004, le Fidesz obtient 12 députés européens en réunissant sur ses candidats 47,40 % des suffrages exprimés. Il en remporte 14 lors des élections européennes de 2009, avec 56,37 % des suffrages exprimés, allié aux chrétiens-démocrates du KDNP.
Bien que plus nettement battu lors des élections législatives hongroises de 2006, le parti remporte largement les élections municipales et régionales six mois plus tard, en octobre 2006, après la crise provoquée par la divulgation d'un discours prononcé à huis clos devant les députés de son parti par le Premier ministre socialiste Ferenc Gyurcsány.
Le 25 avril 2010, le Fidesz remporte largement les élections législatives, en obtenant les deux tiers des sièges du parlement. Dans la foulée, le candidat István Tarlós devient le premier maire conservateur de Budapest le 3 octobre 2010, mettant ainsi fin au long règne de Gábor Demszky qui dirigeait la ville depuis 1990.
Disposant des deux tiers des sièges au Parlement avec son allié, le Parti populaire démocrate-chrétien, le Fidesz rédige une nouvelle Constitution adoptée en avril 2011 — le texte fondamental de l'ancienne constitution datant de 1949 —, d'orientation ultraconservatrice. L’appellation officielle de l'État hongrois « République de Hongrie » devient « Hongrie » — le mot « République » apparaissant à l'article suivant — et « la Hongrie porte la responsabilité de la situation des Hongrois vivant hors des frontières du pays » (article D). Le préambule fait référence à Dieu, à la Sainte Église et à la famille traditionnelle, et consacre le mariage comme l'« union entre un homme et une femme »,. L'article II sur le droit à la vie de toute personne indique que « la vie du fœtus doit être protégée dès sa conception », pouvant laisser éventuellement la place à une future interdiction de l'avortement,.
En ce qui concerne les minorités hongroises des pays voisins, le dirigeant du Fidesz et actuel Premier ministre Viktor Orbán a fait voter dès son arrivée au pouvoir une loi sur la double nationalité : un Hongrois vivant dans les pays voisins pourra acquérir la nationalité hongroise en plus de celle du pays où il réside. Le droit de vote est aussi accordé en Hongrie en décembre 2011 aux minorités hongroises des pays voisins pour les listes de partis (députés non liés à une circonscription). Une autre loi nationaliste est celle faisant un « jour de commémoration nationale » (nemzeti emléknap) du 4 juin, jour de la signature du traité de Trianon qui, en définissant les nouvelles frontières à l'intérieur de l'ancienne Autriche-Hongrie, laissa un tiers des Hongrois ethniques hors de Hongrie ; ce jour est appelé Journée de la solidarité nationale (A nemzeti összetartozás napja) et est marqué par des commémorations à différents endroits du pays (mais pas dans les écoles comme d'autres « jours de commémoration nationale » : Journée des victimes du communisme, Journée de la Shoah, Journée des martyrs d'Arad).
En février 2015, le Fidesz perd sa majorité qualifiée des deux tiers nécessaire à l'adoption des lois « organiques » et des modifications de la Constitution lorsque l'indépendant Zoltán Kész, soutenu par la gauche, remporte l'élection législative partielle au scrutin uninominal de la circonscription de Veszprém en remplacement de Tibor Navracsics, nommé commissaire européen,.
En raison d'un positionnement davantage souverainiste — notamment à la suite d'une campagne visant Jean-Claude Juncker —, le Fidesz est suspendu du Parti populaire européen (PPE) en mars 2019. Deux ans plus tard, en mars 2021, le Fidesz quitte le PPE.

## Fondements idéologiques
Le Fidesz est un parti national-conservateur,. Il se réclame des valeurs de :
- démocratie « civique » (polgári) au sens d'anticommuniste dans le vocabulaire du Fidesz (cf. polgári körök « cercles civiques ») ;
- conservatisme « national » (nemzeti) dans le sens de nationaliste ;
- démocratie chrétienne.

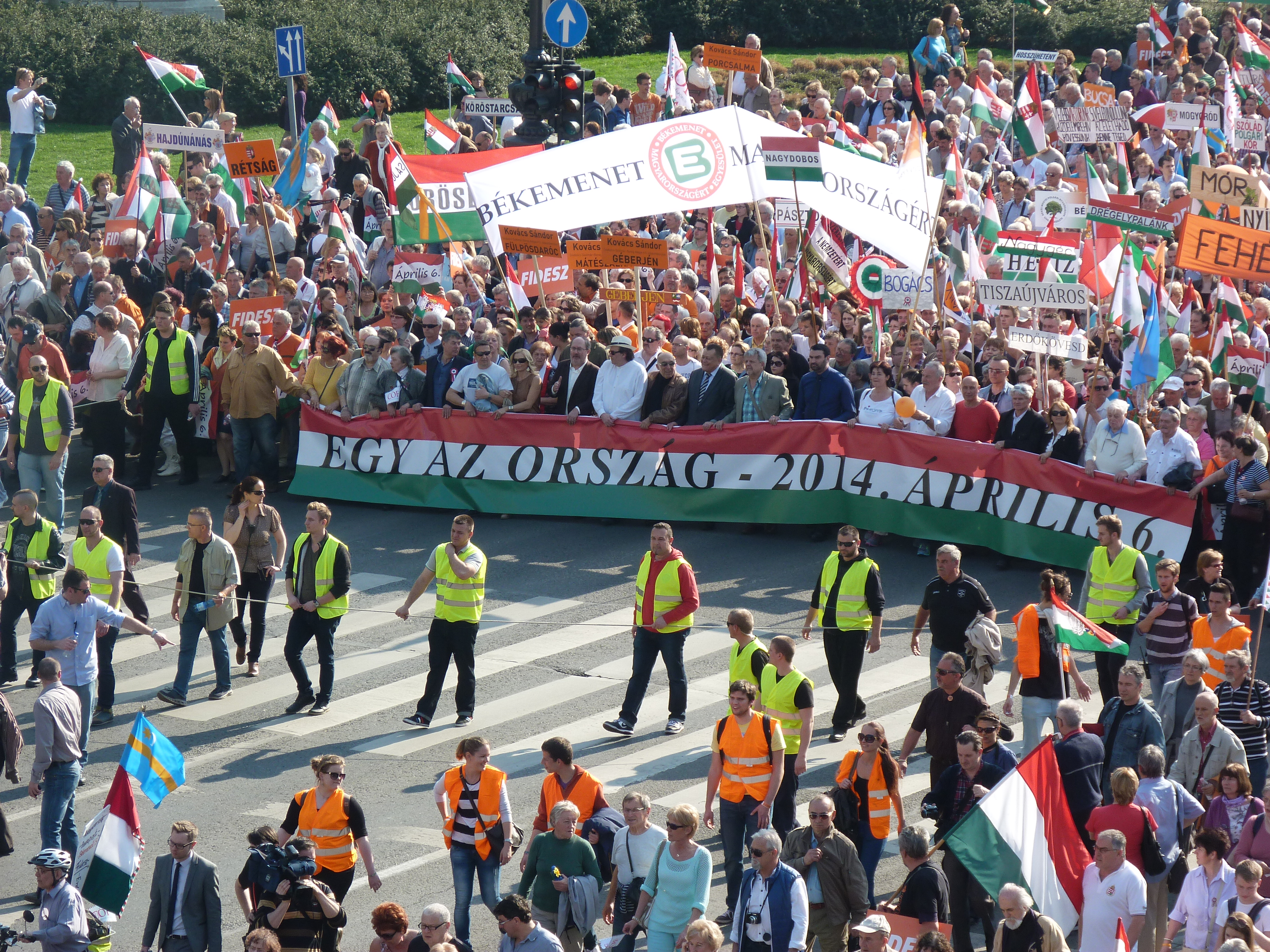
« Marche de la paix » soutenue par le Fidesz et le KDNP, le 29 mars 2014.

Le parti est critiqué à l'étranger pour son nationalisme économique, par exemple pour sa taxe « de crise » votée au Parlement visant les grandes entreprises implantées en Hongrie, surtout étrangères (dans les domaines de l'agro-alimentaire, de l'énergie, des télécommunications, de la grande distribution) et taxées bien plus que les autres entreprises hongroises. Le parti est également accusé d'avoir des tentations autoritaires, et est notamment critiqué pour la loi de 2010 restreignant les libertés des médias, pour son opposition jugée antisémite à George Soros ou pour celle au financement public de l'enseignement des études de genre, jugée sexistes. Mais il est surtout critiqué pour sa réaction jugée violente à la crise migratoire, avec l'installation de camps de rétention des migrants, la criminalisation des aides aux immigrés clandestins, la construction d'un mur de barbelés à la frontière ou encore l'autorisation faite aux militaires de tirer à balles réelles sur les migrants cherchant a entrer clandestinement dans le pays.
Bien qu'orienté à droite, le discours du Fidesz reste globalement hostile à la mondialisation. Les années de gouvernement de Viktor Orbán ont également été marquées par une progression des thèmes irrédentistes, autour de la Grande Hongrie et de la situation des Hongrois d'outre-frontières, minoritaires dans les États frontaliers.
La position du Fidesz sur l'échiquier politique a évolué au fil du temps. À ses débuts en tant que mouvement étudiant à la fin des années 1980, le parti se positionnait au centre gauche sur l'échiquier politique et prônait le libéralisme, et le libertarianisme,. Il était fortement engagé dans des politiques anticléricales, et laïques,. Alors que le paysage politique hongrois se cristallisait après la chute du communisme et les premières élections libres, le Fidesz s'est déplacé vers la droite en 1994. Bien que le Fidesz ait été opposé au gouvernement de coalition national-conservateur du Forum démocrate hongrois de 1990 à 1994, le Fidesz était la plus important force politique libérale-conservatrice en Hongrie en 1998,. Il a adopté le nationalisme hongrois,,, le national-libéralisme,,, et la démocratie chrétienne au début des années 2000. Il était positionné au centre droit, bien qu'il se soit déplacé davantage vers la droite dans les années 2000,,.
Le Fidesz est un parti de droite et il est national-conservateur, et il favorise les politiques interventionnistes sur les questions économiques comme la gestion des banques,, et une forte position conservatrice sur les questions sociales,,, une vision eurosceptique modérée envers l'intégration européenne,,,,,, et populiste de droite,,. À la fin des années 2010, le parti a de plus en plus été décrit comme d'extrême droite,,,,,, « fasciste doux »,,, « dictature douce », et « autocratie douce ». Le Fidesz a nié ces accusations et s'est distancé de l'extrême droite, critiquant ces accusations comme une opposition politiquement motivée à ses politiques anti-immigrés et la poursuite d'une démocratie illibérale,,,,.

## Dirigeants
| Dates         | Président            |
| ------------- | -------------------- |
| 1988-1993     | Direction collégiale |
| 1993-2000     | Viktor Orbán         |
| 2000-2001     | László Kövér         |
| 2001-2002     | Zoltán Pokorni       |
| 2002-2003     | János Áder           |
| 2003-en cours | Viktor Orbán         |

## Organisation

### Structures associées
- Le Fidelitas est le mouvement de jeunesse du Fidesz.

## Affiliations internationales
Le Fidesz a été membre de l'Internationale libérale de 1992 à 2000 et est actuellement membre de l'Union démocrate internationale et de l'Internationale démocrate centriste.

### Union européenne
À la suite de son virage idéologique vers le conservatisme, il a rejoint le Parti populaire européen (PPE) de centre-droit mais en a été suspendu le 20 mars 2019. Les députés du Fidesz ont quitté le groupe du Parti populaire européen au Parlement européen le 3 mars 2021,,, après que le PPE a changé ses règles pour lui permettre d'expulser toute la délégation d'un parti,,,. Il a servi avec les Non-inscrits depuis lors.
En juillet 2021, le Fidesz a signé une déclaration commune avec le Rassemblement national, Droit et justice, Vox, la Ligue, Frères d'Italie, le Parti populaire conservateur d'Estonie, le Parti de la liberté d'Autriche, le Vlaams Belang belge, le Parti populaire danois, les Vrais Finlandais, VMRO - Mouvement national bulgare, Solution grecque, le Parti national paysan chrétien-démocrate roumain et l'Action électorale polonaise de Lituanie sur l'avenir de l'UE,.
En décembre 2021, le parti a participé au sommet de Varsovie avec le Parti populaire conservateur d'Estonie, Droit et justice, les Vrais Finlandais, le Parti national paysan chrétien-démocrate, l'Action électorale polonaise de Lituanie, Vox, le Rassemblement national, le Vlaams Belang et le JA21 néerlandais, signant un document décrivant une nouvelle collaboration au niveau de l'UE entre les partis concernés.

### Pays européens

#### Allemagne
Le Fidesz continue de rejeter la coopération avec Alternative pour l'Allemagne, décrivant l'Union chrétienne-démocrate d'Allemagne et l'Union chrétienne-sociale en Bavière comme ses alliés naturels là-bas.

#### Autriche
Orbán a plus récemment cultivé des liens étroits entre le Fidesz et le Parti de la liberté d'Autriche (FPÖ), notant une « coopération stratégique » entre les partis et des « liens amicaux basés sur la confiance mutuelle et les valeurs chrétiennes-conservatrices ». Avant les élections législatives autrichiennes de 2019, il a tenu une conférence de presse conjointe avec le chef du FPÖ Norbert Hofer, où il a souhaité le succès du parti aux prochaines élections et a souligné les « points de vue similaires » des deux partis.

#### France
Orbán a initialement rejeté l'association avec le Rassemblement national de Marine Le Pen, et a plutôt soutenu François Fillon, le candidat des Républicains, lors de l'élection présidentielle française de 2017. Cependant, en 2021, le Fidesz a ouvert des relations avec le Rassemblement national, félicitant Le Pen pour sa réélection à la tête du parti. Orbán a ensuite accueilli Le Pen lors de sa visite d'octobre 2021 à Budapest et a eu des discussions avec elle concernant une alliance formelle entre les partis.
Orbán entretient également des relations avec le dirigeant du parti Reconquête, Éric Zemmour, qu’il accueille à Budapest en septembre 2021, avec Marion Maréchal.

#### Autres
Orbán a également développé des liens avec le chef du Parti pour la liberté néerlandais (PVV), Geert Wilders, le chef de Vox, Santiago Abascal, et le chef du Parti populaire conservateur d'Estonie, Mart Helme.

## Résultats électoraux

### Élections législatives
| Élections | Voix (1er tour)         | Proportion (1er tour)         | Voix (2d tour) | Proportion (2d tour, exprimés) | Sièges (sur 386) | Gouvernement |
| --------- | ----------------------- | ----------------------------- | -------------- | ------------------------------ | ---------------- | ------------ |
| 1990      | 439 481                 | 8,95 %                        | 63 064         | 1,85 %                         | 21 / 386         | Opposition   |
| 1994      | 379 295                 | 7,02 %                        | 29 391         | 0,69 %                         | 20 / 386         | Opposition   |
| 1998      | 1 263 522               | 28,18 %                       | 187 609        | 38,80 %                        | 148 / 386        | Orbán I      |
| 2002      | 2 306 763               | 41,07 %                       | 2 196 524      | 49,97 %                        | 164 / 386        | Opposition   |
| 2006      | 2 272 979               | 42,03 %                       | 1 511 176      | 46,65 %                        | 141 / 386        | Opposition   |
| 2010      | 2 706 292               | 52,73 %                       | 620 138        | 53,81 %                        | 227 / 386        | Orbán II     |
| Élections | Voix (circonscriptions) | Proportion (circonscriptions) | Voix (liste)   | Proportion (liste)             | Sièges (sur 199) | Gouvernement |
| 2014      | 2 165 342               | 44,11 %                       | 2 264 780      | 44,87 %                        | 133 / 199        | Orbán III    |
| 2018      | 2 636 201               | 47,89 %                       | 2 824 551      | 49,27 %                        | 133 / 199        | Orbán IV     |
| 2022      | 2 823 419               | 52,52 %                       | 3 060 706      | 54,13 %                        | 135 / 199        | Orbán V      |

### Élections municipales
| Année | Conseils de comitats | +/- |         | Assemblée de Budapest | +/- |
| ----- | -------------------- | --- | ------- | --------------------- | --- |
| 2019  | 245 / 381            |     | 11 / 31 | 7                     |     |

### Élections européennes
| Année | Voix      | %    | Sièges  | Position |
| ----- | --------- | ---- | ------- | -------- |
| 2004  | 1 457 750 | 47,4 | 12 / 24 | 1er      |
| 2009  | 1 632 309 | 56,3 | 14 / 22 | 1er      |
| 2014  | 1 193 991 | 51,5 | 12 / 21 | 1er      |
| 2019  | 1 824 220 | 52,6 | 13 / 21 | 1er      |
| 2024  | 2 048 211 | 44,8 | 11 / 21 | 1er      |